# Международный комплекс лыжных трамплинов
«Сункар» — комплекс для прыжков на лыжах с трамплина в казахстанском городе Алма-Ата, построенный к зимним Азиатским играм 2011 года для проведения соревнований по прыжкам на лыжах с трамплина.

## История
В 1956 году под началом преподавателя Физкультурного института Эдуарда Чупрова был восстановлен 55-метровый трамплин, и спустя несколько лет в Казахской ССР прошли первые республиканские соревнования по прыжкам с трамплина и лыжному двоеборью. Первые международные соревнования с участием  9 советских республик  прошли в 1959 году. Со временем трамплин пришёл в негодность и был разрушен.
25 сентября 2010 года на месте старых трамплинов был открыт новый комплекс, состоящий из трамплинов К-125 и К-95 в присутствии Президента Казахстана Нурсултана Назарбаева. В рамках открытия комплекса состоялись соревнования по прыжкам с трамплина в рамках Континентального кубка.
9 мая 2013 года была открыта вторая очередь комплекса, состоящая из двух тренировочных трамплинов К-20 и К-40, а также спортивного К-60. На базе комплекса будет организована спортивная школа для обучения спортсменов по прыжкам с трамплина.
Для проведения юниорского чемпионата мира по северным дисциплинам на комплексе было произведено строительство новой трассы, которая отвечает современным требованиям: это система слежения, система хронометража и освещение. Южная часть трассы заасфальтирована, чтобы получилась и соревновательная зона, и зона отдыха для горожан.
В 2011—2016 годах на комплексе трамплинов проводился ретро-фестиваль «Алма-Ата — моя первая любовь», став новой площадкой после санатория «Алатау». В 2014 году фейерверк фестиваля привёл к возгоранию сухой травы возле комплекса.

## Характеристика
Комплекс трамплинов состоит из двух частей: первая - для международных соревнований, а вторая - для учебно-тренировочных работ. Кроме этого, есть еще 5 трамплинов: для международного уровня К-125 (один из самых больших в мире), К-95 и  предназначенных для детей - К-60, К-40, К-20. Все они универсальные, можно прыгать и без снега - на искусственном покрытии. В 2018-м часть склона горы, на которой установлены трамплины, стала проседать. В настоящее время как спортивный объект комплекс не используется.
Виды спорта: прыжки на лыжах с трамплина, лыжное двоеборье
Общая площадь - 15137 км.м.
Вместимость - 5200 зрительских мест
Длина больших трамплинов – 125 и 90 метров

## Внутренние соревнования
В комплексе регулярно проходят летний и зимний молодежный чемпионаты Казахстана по прыжкам на лыжах с трамплина среди взрослых спортсменов, юниоров, юношей, мальчиков и девушек. Кроме того, на чемпионате Казахстана соревнуются спортсмены в дисциплине «лыжное двоеборье» среди взрослых и юниоров.

## Международные соревнования

### Прыжки с трамплина

#### Мужчины
| Дата           | Трамплин | Соревнование | 1 место                                                            | 2 место                                                 | 3 место                                                                     |
| -------------- | -------- | ------------ | ------------------------------------------------------------------ | ------------------------------------------------------- | --------------------------------------------------------------------------- |
| 25.09.2010     | HS 140   | Кон. кубок   | Камиль Стох                                                        | Якуб Янда Владимир Зографски                            |                                                                             |
| 26.09.2010     | HS 105   | Кон. кубок   | Камиль Стох                                                        | Владимир Зографски                                      | Лукаш Рутковский Томаш Бирт                                                 |
| 31.01.2011     | HS 140   | АИ           | Кадзуя Ёсиока                                                      | Кадзуёси Фунаки                                         | Николай Карпенко                                                            |
| 02.02.2011     | HS 140   | АИ-К         | Япония · Фунаки, Сасаки, · Ватасэ, Ёсиока                          | Казахстан · Королёв, Жапаров, · Лёвкин, Карпенко        | Республика Корея · Чхве Хын Чхоль, Кан Чхиль Гу, · Чхве Ён Чжик, Ким Хён Ги |
| 04.02.2011     | HS 105   | АИ           | Евгений Лёвкин                                                     | Кадзуя Ёсиока                                           | Радик Жапаров                                                               |
| 30.08.2011 (н) | HS 105   | Летний ГП    | Юрий Тепеш                                                         | Юре Шенковеч                                            | Андерс Фаннемель                                                            |
| 13.12.2011     | HS 140   | Кон. кубок   | Михаэль Хайбёк                                                     | Александр Жнищол                                        | Этль Рёнсен                                                                 |
| 14.12.2011     | HS 140   | Кон. кубок   | Михаэль Хайбёк                                                     | Зига Мандль                                             | Маркус Айзенбихлер                                                          |
| 22.09.2012     | HS 140   | Летний ГП    | Юрий Тепеш                                                         | Андерс Фаннемель                                        | Том Хильде                                                                  |
| 23.09.2012     | HS 140   | Летний ГП    | Таку Такэути                                                       | Юрий Тепеш                                              | Андерс Бардаль                                                              |
| 08.12.2012     | HS 140   | Кон. кубок   | Штефан Крафт                                                       | Клеменс Муранька                                        | Дэвид Заунер                                                                |
| 09.12.2012     | HS 140   | Кон. кубок   | Штефан Крафт                                                       | Клеменс Муранька                                        | Дэвид Заунер                                                                |
| 21.09.2013     | HS 140   | Летний ГП    | Андерс Бардаль                                                     | Йерней Дамьян                                           | Антонин Хажек                                                               |
| 22.09.2013     | HS 140   | Летний ГП    | Матиас Пунгертар                                                   | Йерней Дамьян                                           | Рэрухи Симидзу                                                              |
| 20.09.2014 (н) | HS 140   | Летний ГП    | Йерней Дамьян                                                      | Рэрухи Симидзу                                          | Владислав Бояринцев                                                         |
| 21.09.2014 (н) | HS 140   | Летний ГП    | Таку Такэути                                                       | Йерней Дамьян                                           | Филлип Сьёен                                                                |
| 12.09.2015 (н) | HS 140   | Летний ГП    | Штефан Крафт                                                       | Роберт Кранец                                           | Ильмир Хазетдинов                                                           |
| 13.09.2015 (н) | HS 140   | Летний ГП    | Дзюнсиро Кобаяси                                                   | Штефан Крафт                                            | Кенто Сакуяма                                                               |
| 27.02.2016     | HS 140   | КМ           | Петер Превц                                                        | Михаэль Хайбёк                                          | Зеверин Фройнд                                                              |
| 28.02.2016     | HS 140   | КМ           | Петер Превц                                                        | Зеверин Фройнд                                          | Даниэль Андре Танде                                                         |
| 01.02.2017     | HS 106   | Универсиада  | Наоки Накамура                                                     | Михаил Максимочкин                                      | Томас Лакнер                                                                |
| 05.02.2017     | HS 106   | Универсиада  | Россия · Александр Баженов, · Роман Трофимов, · Михаил Максимочкин | Словения · Анже Лавтизар, · Андрац Модич, · Альяц Водан | Польша · Кристоф Миетус, · Станислав Биела, · Пржемыслав Кантыка            |

#### Женщины
| Дата       | Трамплин | Соревнование | 1 место                              | 2 место                                         | 3 место                                      |
| ---------- | -------- | ------------ | ------------------------------------ | ----------------------------------------------- | -------------------------------------------- |
| 22.09.2012 | HS 105   | Летний ГП    | Сара Таканаси                        | Катя Пожун                                      | Александра Преториус                         |
| 23.09.2012 | HS 105   | Летний ГП    | Сара Таканаси                        | Ирина Аввакумова                                | Александра Преториус                         |
| 21.09.2013 | HS 68    | Летний ГП    | Сара Таканаси                        | Колин Маттель                                   | Юрина Ямада                                  |
| 22.09.2013 | HS 106   | Летний ГП    | Сара Таканаси                        | Катя Пожун                                      | Атсуко Танака                                |
| 20.09.2014 | HS 106   | Летний ГП    | Сара Таканаси                        | Ирина Аввакумова                                | Юки Ито                                      |
| 21.09.2014 | HS 106   | Летний ГП    | Сара Таканаси                        | Катарина Альтхаус                               | Майя Втич                                    |
| 12.09.2015 | HS 106   | Летний ГП    | Сара Таканаси                        | Нита Энглунд                                    | Юки Ито                                      |
| 13.09.2015 | HS 106   | Летний ГП    | Сара Таканаси                        | Юки Ито                                         | Жаклин Зайфридсбергер                        |
| 27.02.2016 | HS 106   | КМ           | Сара Таканаси                        | Даниэла Ирашко-Штольц                           | Жаклин Зайфридсбергер                        |
| 28.02.2016 | HS 106   | КМ           | Сара Таканаси                        | Даниэла Ирашко-Штольц                           | Мая Втич                                     |
| 01.02.2017 | HS 106   | Универсиада  | Харука Иваса                         | Юка Кобаяши                                     | Марта Крепелкова                             |
| 05.02.2017 | HS 106   | Универсиада  | Япония · Юка Кобаяши, · Харука Иваса | Чехия · Марта Крепелкова, · Каролина Индрачкова | Россия · Стефания Надымова, · Алёна Сутягина |

#### Смешанные
| Дата       | Трамплин | Соревнование | 1 место                                 | 2 место                                     | 3 место                           |
| ---------- | -------- | ------------ | --------------------------------------- | ------------------------------------------- | --------------------------------- |
| 04.02.2017 | HS 106   | Универсиада  | Япония · Харука Иваса, · Наока Накамура | Чехия · Марта Крепелкова, · Честмир Кожишек | Япония · Юка Кобаяши, · Макс Кога |

### Лыжное двоеборье

#### Мужчины
| Дата       | Трамплин | Соревнование | 1 место                                        | 2 место                                        | 3 место                                                |
| ---------- | -------- | ------------ | ---------------------------------------------- | ---------------------------------------------- | ------------------------------------------------------ |
| 05.02.2015 | HS 106   | ЮЧМ          | Иоганн Форфанг                                 | Андреас Веллингер                              | Филлип Сьёен                                           |
| 07.05.2015 | HS 106   | ЮЧМ          | Норвегия · Бьёренг, Гранеруд, · Сьёен, Форфанг | Германия · Винтер, Хамман, · Брадаш, Веллингер | Австрия · Толлингер, Стрейтлер, · Ашэнвальд, Грейдерер |

#### Женщины
| Дата       | Трамплин | Соревнование | 1 место                                      | 2 место                                         | 3 место                             |
| ---------- | -------- | ------------ | -------------------------------------------- | ----------------------------------------------- | ----------------------------------- |
| 05.02.2015 | HS 106   | ЮЧМ          | Софья Тихонова                               | Елизабет Раудахль                               | Чиара Хоэльц                        |
| 07.05.2015 | HS 106   | ЮЧМ          | Германия · Краус, Хесслер, · Руппрехт, Эрнст | Россия · Грушина, Кустова, · Яковлева, Тихонова | Япония · Маруяма, Ямада, · Ои, Сэто |

## См.также
- Прыжки с трамплина на зимних Азиатских играх 2011
- Прыжки на лыжах с трамплина на зимней Универсиаде 2017